# Бетті Гілтон
Бетті Гілтон (англ. Betty Hilton; 12 лютого 1920 — 3 липня 2017) — колишня британська тенісистка.
Найвищим досягненням на турнірах Великого шолома був фінал в парному розряді.
Завершила кар'єру 1950 року.

## Загальна статистика

### Часова шкала досягнень на турнірах Великого шлему
| W | Ф | ПФ | ЧФ | #Р | КТ | К# | DNQ | A | NH |

#### Одиночний розряд
| Турнір                                 | 1939 | 1940 | 1941 | 1942 | 1943 | 1944 | 1945 | 19461 | 19471 | 1948 | 1949 | 1950 | SR    | W-L  | Win% |
| -------------------------------------- | ---- | ---- | ---- | ---- | ---- | ---- | ---- | ----- | ----- | ---- | ---- | ---- | ----- | ---- | ---- |
| Відкритий чемпіонат Австралії з тенісу |      |      | NH   | NH   | NH   | NH   | NH   |       |       |      |      |      | 0 / 0 | 0–0  | 0%   |
| Відкритий чемпіонат Франції з тенісу   |      | NH   | R    | R    | R    | R    |      | ЧФ    |       |      | 1р   |      | 0 / 2 | 4–2  | 66%  |
| Вімблдонський турнір                   | 2р   | NH   | NH   | NH   | NH   | NH   | NH   | 4р    | 4р    | 3р   | ЧФ   | ЧФ   | 0 / 6 | 17–6 | 74%  |
| Відкритий чемпіонат США з тенісу       |      |      |      |      |      |      |      |       |       |      |      |      | 0 / 0 | 0–0  | 0%   |
| В-П                                    | 1–1  | 0–0  | 0–0  | 0–0  | 0–0  | 0–0  | 0–0  | 7–2   | 3–1   | 2–0  | 4–2  | 4–0  | 0 / 8 | 21–8 | 72%  |

#### Парний розряд
| Турнір                                 | 1939 | 1940 | 1941 | 1942 | 1943 | 1944 | 1945 | 19461 | 19471 | 1948 | 1949 | 1950 | SR    | W-L  | Win% |
| -------------------------------------- | ---- | ---- | ---- | ---- | ---- | ---- | ---- | ----- | ----- | ---- | ---- | ---- | ----- | ---- | ---- |
| Відкритий чемпіонат Австралії з тенісу |      |      | NH   | NH   | NH   | NH   | NH   |       |       |      |      |      | 0 / 0 | 0–0  | 0%   |
| Відкритий чемпіонат Франції з тенісу   |      | NH   | R    | R    | R    | R    |      | ПФ    |       |      | Ф    |      | 0 / 2 | 11–2 | 85%  |
| Вімблдонський турнір                   | 2р   | NH   | NH   | NH   | NH   | NH   | NH   | 1р    | ПФ    | 3р   | ПФ   | ЧФ   | 0 / 6 | 17–6 | 74%  |
| Відкритий чемпіонат США з тенісу       |      |      |      |      |      |      |      |       |       |      |      |      | 0 / 0 | 0–0  | 0%   |
| В-П                                    | 1–1  | 0–0  | 0–0  | 0–0  | 0–0  | 0–0  | 0–0  | 5–2   | 5–1   | 2–0  | 11–2 | 4–0  | 0 / 8 | 28–8 | 78%  |

R = tournament restricted to French nationals and held under Німецька окупація Франції (1940—1944).
1У 1946 і 1947 роках чемпіонати Франції відбувалися після Вімблдону.

### Фінали турнірів Великого шолома

#### Парний розряд (1 поразка)
| Результат | Рік  | Турнір                               | Покриття | Партнерка  | Суперниці                       | Рахунок  |
| --------- | ---- | ------------------------------------ | -------- | ---------- | ------------------------------- | -------- |
| Поразка   | 1949 | Відкритий чемпіонат Франції з тенісу | Ґрунт    | Joy Gannon | Луїз Браф Маргарет Осборн Дюпон | 7–5, 6–1 |